# Wzór Balmera
Wzór Balmera – wzór określający długość fali poszczególnych linii widmowych atomu wodoru.
Opracował go w 1885 Johann Jakob Balmer – szwajcarski uczony.

## Wzór i jego postać
Wzór ma postać:
{\displaystyle \lambda \ =B\left({\frac {m^{2}}{m^{2}-n^{2}}}\right)=B\left({\frac {m^{2}}{m^{2}-2^{2}}}\right),}
gdzie:
{\displaystyle \lambda } – długość fali,
{\displaystyle B} – stała o wartości 3,6456×10−7 m, czyli 364,56 nm,
{\displaystyle n} – jest równe liczbie 2,
{\displaystyle m} – liczba całkowita większa od {\displaystyle n.}